# Симонс, Региллио
Региллио Си́монс (нидерл. Regillio Simons; род. 28 июня 1973, Амстердам) — нидерландский футболист, выступавший на позиции нападающего.
Отец Хави Симонса.

## Карьера
Симонс начинал заниматься футболом в академии «Амстелланд». После окончания академии он выступал в составе клубов «Телстар», «Фортуна», НАК Бреда, «Виллем II», «Киото Санга», АДО Ден Хааг и ТОП Осс.
Начиная с 2005 года является футбольным тренером. В 2010 году получил тренерскую лицензию UEFA Pro.

## Личная жизнь
Симонс родился в Нидерландах и имеет суринамское происхождение. У Региллио два сына, один из которых, Хави Симонс, является игроком клуба «РБ Лейпциг».